# Martín del Palacio
Martín del Palacio Langer (7 de marzo de 1977, Ciudad de México) es un escritor y periodista mexicano que ha sido coordinador de las secciones de deportes de los periódicos mexicanos Milenio y Excélsior. Actualmente, es Editor en Jefe de MundoNFL, la plataforma oficial de la NFL en español donde conduce del programa Trendzone. Es también Coordinador en Jefe del sitio de Fórmula 1, GPFans. Conduce además los podcasts DesdeElVAR y Corazón Verde y colabora en medios internacionales como World Soccer.
Durante su trayectoria, fue conocido por ser encargado de la cobertura de México y Concacaf en FIFA.com, de 2005 a 2021, además de realizar las entrevistas de alto perfil para el sitio. Además, colaboró en medios como Sports Illustrated Latino, When Saturday Comes, London Evening Standard, Kicker, Ifeng, Baofeng Sports y Givemesport, además de ser columnista en MedioTiempo.com. Fue, asimismo, productor ejecutivo del documental Al Grito de Guerra, sobre la historia de la Selección Mexicana de Fútbol, que se encuentra en la plataforma Vix desde octubre de 2022. Reside en Barcelona, España.
El 19 de septiembre de 2016 publicó su primer libro, "El Entrevistador", que relata sus experiencias de la última década, entrevistando a los mejores jugadores y entrenadores del futbol mundial, como Pep Guardiola, Cristiano Ronaldo y Lionel Messi. El libro tuvo buena acogida en los medios de comunicación mexicanos y obtuvo buenas reseñas por parte de sus lectores. 
Muy poco tiempo después, a raíz de los resultados en las elecciones en Estados Unidos, del Palacio escribió un libro titulado: "Por qué ganó Donald Trump.", publicado inicialmente en inglés y después traducido al castellano bajo el sello editorial Ariel.